# Katarína
Katarína je přírodní rezervace v katastrálním území obce Dechtice v okrese Trnava v Trnavském kraji na Slovensku. Území bylo vyhlášeno v roce 1984 a jeho rozloha je osmnáct hektarů. Předmětem ochrany je lokalita s výskytem ještěrky zelené (Lacerta viridis).